# Quinzè Govern d'Espanya durant la dictadura franquista

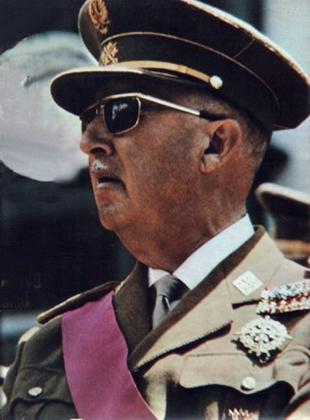
Francisco Franco, cap d'Estat

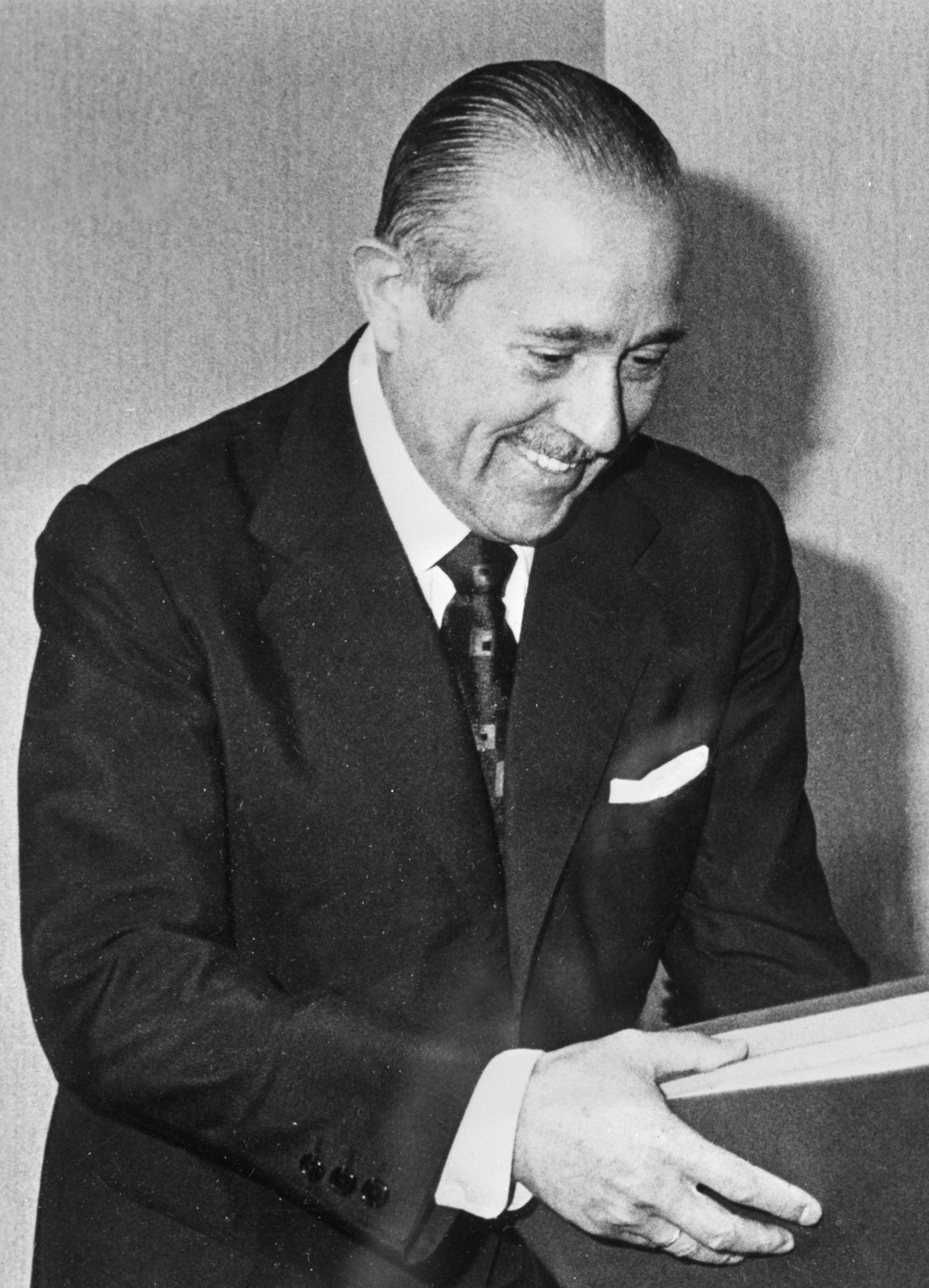
Carlos Arias Navarro, cap de Govern

El Quinzè Govern d'Espanya durant la dictadura franquista va durar de l'11 de març al 12 de desembre de 1975. Va ser l'últim govern de la dictadura de Franco, ja que Francisco Franco va morir el 20 de novembre de 1975. Un cop el Consell de Regència va proclamar rei Joan Carles I aquest govern va dimitir i se'n formà un de nou ja presidit pel nou rei.

## Fets destacats
Aquest govern es va veure sacsejat per una gran agitació social i el conflicte diplomàtic amb el Marroc per la qüestió del Sàhara Occidental que va culminar amb la Marxa Verda i l'acord tripartit de Madrid (14 de novembre). També fou el govern que va avalar les sentències de mort de Ramón García Sanz, José Luis Sánchez Bravo, Xosé Humberto Baena Alonso, del PCE m-l-FRAP i els acusats de pertànyer a ETA, Angel Otaegi Etxeberria i Jon Paredes Manot. Tots van ser executats per afusellament.

## Composició
- Cap d'Estat

Francisco Franco Bahamonde
- President del Govern

Carlos Arias Navarro
- Vicepresident Primer i Ministre de la Governació

José García Hernández.
- Vicepresident Segon i Ministre d'Hisenda

Rafael Cabello de Alba y Gracia
- Vicepresident Tercer i Ministre de Treball

Fernando Suárez González
- Ministre de la Presidència

Antonio Carro Martínez
- Ministre d'Afers exteriors

Pedro Cortina Mauri
- Ministre de Justícia

José María Sánchez-Ventura Pascual
- Ministre de l'Exèrcit

Francisco Coloma Gallegos (militar)
- Ministre de l'Aire

Tinent General Mariano Cuadra Medina
- Ministre de Marina

Almirante Gabriel Pita da Veiga y Sanz
- Ministre d'Industria

Alfonso Álvarez Miranda
- Ministre de Comerç

José Luis Cerón Ayuso
- Ministre d'Obres Públiques.

Antonio Valdés González-Roldán
- Ministre d'Agricultura

Tomás Allende y García-Baxter
- Ministre d'Habitatge

Luis Rodríguez de Miguel
- Ministre d'Educació

Cruz Martínez Esteruelas
- Ministre d'Informació i Turisme

León Herrera Esteban
- Ministre Secretari General del Moviment

Fernando Herrero Tejedor
José Solís Ruiz
- Ministre Comissari del Pla de Desenvolupament

Joaquín Gutiérrez Cano
- Ministre de Relacions Sindicals

Alejandro Fernández Sordo

## Canvis
- El 12 de juny de 1975 va morir el ministre Secretari General del Moviment, Fernando Herrero Tejedor sent substituït el 18 de juny per José Solís Ruiz.

- El 20 de novembre de 1975 mor Francisco Franco i després de la interinitat del Consell de Regència presidit per Alejandro Rodríguez de Valcárcel, president de les Corts Espanyoles, assumeix la prefectura de l'Estat Joan Carles I el dia 22 de novembre.